# Alfred Dunhill Kampioenschap 2011
Het Alfred Dunhill Kampioenschap wordt van 17-20 november gespeeld op de Leopard Creek Golf Club in Malelane, Zuid-Afrika. Het toernooi maakt deel uit van de Sunshine Tour en de Europese PGA Tour. Het prijzengeld is € 1.000.000.
Winnaar van 2010 was Pablo Martin.

## Verslag
Na de eerste ronde stonden twee spelers aan de leiding met een score van 64, Seve Benson en Jbe Kruger. In ronde 2 maakte Felipe Aguilar 64 waarna hij samen met George Murray aan de leiding stond. Tim Sluiter haalde met 144 maar net de  cut, Maarten Lafeber en Floris de Vries niet.
Ronde 3 en ronde 4 verliepen beter voor Sluiter, hij maakte twee keer 69 en steeg naar de 20ste plaats. Het toernooi werd gewonnen door de 33-jarige Zuid-Afrikaanse speler Garth Mulroy, die daarmee speelrecht kreeg voor de Europese Tour van 2012.
- Leaderboard

## De spelers
| Z.A. Order of Merit (op rangorde) - Michiel Bothma - Darren Fichardt - James Kingston - Richard Sterne - Jean Hugo - Jaco Van Zyl - Warren Abery - George Coetzee - Deane Pappas - Brandon Pieters - Jbe Kruger - Hennie Otto - Grant Muller - Adilson Da Silva - Theunis Spangenberg - JG Claassen - Justin Walters - Justin Harding - Doug McGuigan - Chris Swanepoel - Oliver Bekker - Anthony Michael - Alex Haindl - James Kamte - Branden Grace - Trevor Fisher Jr - Neil Schietekat - Josh Cunliffe - Bradford Vaughan - Ulrich van den Berg - Thomas Aiken - Keith Horne | - Neil Cheetham - Jake Roos - TC Charamba - Christiaan Basson - Daniel Greene - Martin Maritz - Louis de Jager - Jaco Ahlers - Shaun Norris - Divan van den Heever - Andrew Curlewis - Tyrone Ferreira - Tyrone Mordt - Dawie Van der Walt - Prinavin Nelson - Jacques Blaauw - Colin Nel - Merrick Bremner - Johan du Buisson - Charl Coetzee - Alan Michell - Clinton Whitelaw - Willie van der Merwe - Des Terblanche - Alan McLean Invitaties - Kyle Scott - Linus Gillgren - Steven Ferreira - Garth Mulroy | Race To Dubai (op alfabet) - Felipe Aguilar - Seve Benson - Richard Bland - Liam Bond - Markus Brier - Victor Dubuisson - Clodomiro Carranza - Robert Coles - Carlos Del Moral - Robert Dinwiddie - David Dixon - David Drysdale - Victor Dubuisson - Rafa Echenique - Jamie Elson - Niclas Fasth - Richard Finch - Oscar Florén - Alastair Forsyth - Sebi García - Daniel Gaunt - Adam Gee - Jean-Baptiste Gonnet - Tano Goya - Julien Guerrier - Joakim Haeggman - Matt Haines - Andreas Hartø - Sam Hutsby - Scott Jamieson - Eirik Tage Johansen - Alexandre Kaleka | - Mikko Korhonen - Maarten Lafeber - Steve Lewton - Sam Little - Mikael Lundberg - Stuart Manley - Richard McEvoy - George Murray - Matthew Nixon - Thomas Nørret - Fredrik Ohlsson - Wade Ormsby - Gary Orr - Phillip Price - Manuel Quiros - Marco Ruiz - Elliot Saltman - Lloyd Saltman - Joel Sjöholm - Tim Sluiter - Graeme Storm - Steven Tiley - Mark Tullo - Alvaro Velasco - Floris de Vries - Simon Wakefield - Marc Warren - Peter Whiteford - Bernd Wiesberger - Oliver Wilson - Fabrizio Zanotti - Julio Zapata |